# گازانبر

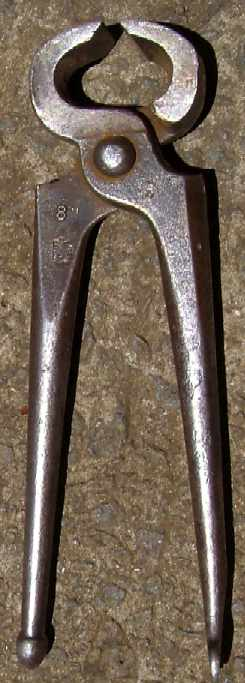
گازانبر نجاری

گازانبر وسیله‌ای است که به وسیله دو اهرم عمل تمرکز نیرو بر یک نقطه معین را انجام می‌دهد.گازانبر در بسیار از مواقع که نیاز به یک مزیت مکانیکی برای نگه داشتن، بریدن و کشیدن یک جسم است بکار می‌رود. گازانبر از اهرم‌های درجه یک محسوب می‌شود اما تفاوتش با انبردست‌ها در این است که تمام نیرو در یک نقطه یا در طول دو لبه گازانبر متمرکز می‌شود. این تفاوت به گازانبر اجازه می‌دهد به سطح بسیار نزدیک شود، موضوعی که به خصوص در هنگام کارکردن با میخ ها مورد نیاز است. گازانبرهای نجاری مخصوصا مناسب این وظیفه هستند.

## زیستی

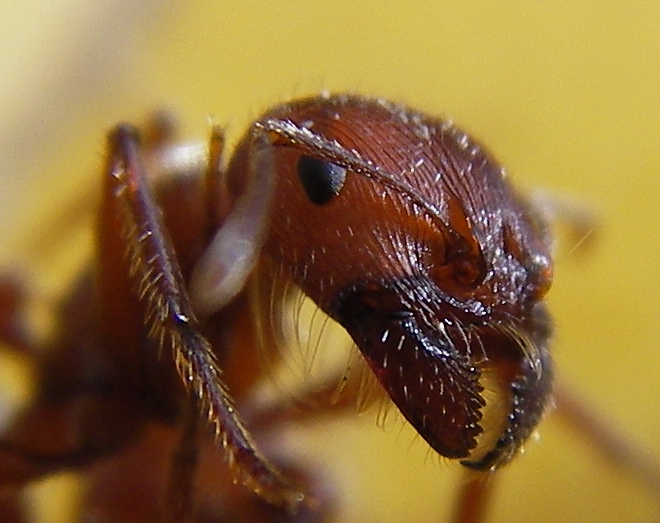
گازانبر قسمتی از فک مورچه است.

بسیاری از حشرات دارای گازانبر هستند و از آن برای حمل مواد، دفاع از خود در مقابل جانوران دیگر یا برای حمله کردن و شکار کردن استفاده می‌کنند.گازانبر معمولاً قسمتی از فک جانوران هستند و معمولاً اسیدی یا زهرآگین هستند و می‌توانند در طول حمله این زهر یا اسید را به بدن جانور تزریق کنند.
تعدادی از بندپایان مانند خرچنگ و عقرب پنجه‌های گازانبر مانندی دارند که به وسیله آنها از خود دفاع می‌کنند، تغذیه می‌کنند یا حتی اظهار عشق می‌کنند.

## کاربرد نظامی
یک حمله گازانبری در جنگ حمله‌ای است که دشمن را می‌توان از طرفین و از جلو مورد حمله قرار داد.